# 락샤 반단

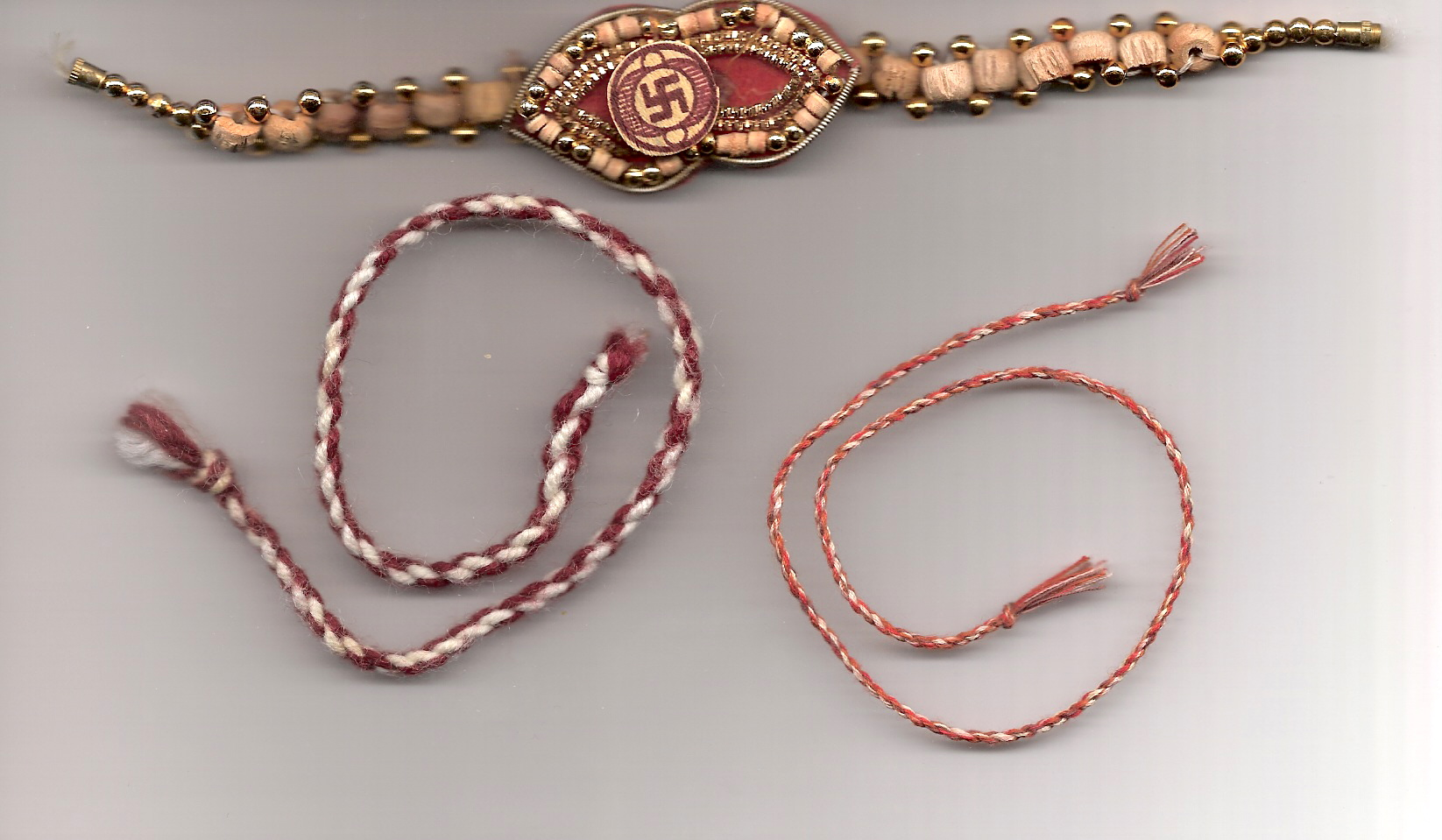
라키의 예

락샤 반단(네팔어: श्रावण शुक्ल पूर्णिमा, 힌디어: रक्षा बन्धन, 마라티어: रक्षा बंधन)은 형제자매의 관계를 축하하는 힌두교의 축제이다. 형제자매끼리 오른쪽 손목에 라키라는 끈을 결부시킨다. 온 가족이 함께 축하하는 것이 일반적이다. 라키를 주는 사람은 반드시 혈연인 필요는 없다.

## 같이 보기
- 우정팔찌